# NGC 2563
NGC 2563 (другие обозначения — UGC 4347, MCG 4-20-33, ZWG 119.65, PGC 23404) — линзообразная галактика (S0) в созвездии Рака. Открыта Уильямом Гершелем в 1787 году.
Этот объект входит в число перечисленных в оригинальной редакции «Нового общего каталога».
Галактика NGC 2563 входит в состав группы галактик NGC 2563, удалённой на 68 мегапарсек. Помимо NGC 2563 в группу также входят ещё 13 галактик, NGC 2563 — основная в скоплении, она излучает в рентгеновском диапазоне, это излучение имеет характер теплового. Температура этого излучения составляет 0,8 кэВ в центре, а на расстоянии в 20 кпк достигает 1,7 кэВ, после чего снижается.